# Pusiola cinerella
Pusiola cinerella is een beervlinder uit de familie van de spinneruilen (Erebidae). De wetenschappelijke naam van de soort is voor het eerst geldig gepubliceerd in 1860 door Hans Daniel Johann Wallengren.